# گابریل لونتا
گابریل لونتا (انگلیسی: Gabriel Lunetta؛ زادهٔ ۱۰ اوت ۱۹۹۶) بازیکن فوتبال اهل ایتالیا است.